# Herminia clathrata
Herminia clathrata är en fjärilsart som beskrevs av Holland 1900. Herminia clathrata ingår i släktet Herminia och familjen nattflyn. Inga underarter finns listade i Catalogue of Life.